# 香月日輪
香月 日輪（こうづき ひのわ、1963年8月18日 - 2014年12月19日）は、日本の小説家。和歌山県田辺市出身。本名・杉野 史乃。

## 人物
- 1995年、『地獄堂霊界通信 ワルガキ、幽霊にびびる!』（ポプラ社）で第28回日本児童文学者協会新人賞を受賞[3]。
- 2004年、『妖怪アパートの幽雅な日常』（講談社）で産経児童出版文化賞フジテレビ賞を受賞[4]。
- 2014年12月19日、51歳で死去[5]。

## 作品リスト

### 単行本初出作品
- 妖怪アパートの幽雅な日常 （講談社 YA!ENTERTAINMENT、全11巻（1～10、外伝） / 講談社文庫、全11巻（1～10、外伝））
- 地獄堂霊界通信（ポプラ社、全16巻 / 講談社ノベルス、全8巻 / 青い鳥文庫、全2巻 / 講談社文庫、全8巻）
- エル・シオン（ポプラ社、全3巻 / 徳間文庫、全1巻）
- ファンム・アレース（講談社 YA!ENTERTAINMENT、全6巻（5は上下分冊） / 全6巻（5は上下分冊））
- 大江戸妖怪かわら版（理論社、全7巻 / 講談社文庫、全7巻）
- 下町不思議町物語（岩崎書店 YA!フロンティア、全1巻 / 新潮文庫、全1巻）
- ネコマタのおばばと異次元の森（ポプラ怪談倶楽部、全1巻 / 角川つばさ文庫、全1巻[注 1] / 角川文庫、全1巻[注 1]）
- このさき危険区域（ポプラ社 for Boys and Girls、全1巻 / 新潮文庫、全1巻[注 2]）
- Twinkle ひかりもの（ポプラ社、1巻） - 他作家とのアンソロジー

### 文庫初出作品
- 僕とおじいちゃんと魔法の塔（角川文庫、全6巻/ 角川つばさ文庫、全1巻）
- 全裸男と柴犬男（講談社X文庫ホワイトハート、全2巻）
- 桜大の不思議の森（徳間文庫、全1巻）

### 未収録作品
- バビロン・リンク （チャレンジキッズ掲載）